# Ómoldova
Ómoldova (románul: Moldova Veche, németül: Alt-Moldova, szerbül: Стара Молдава) település Romániában, Krassó-Szörény megyében, a Duna bal partján, Bánátban, délkeletre a Dunától kissé beljebb elhelyezkedő Újmoldovától, amelynek közigazgatásilag része.
1919-ig Magyarország része volt (Krassó-Szörény vármegye).

## A lakosság számának alakulása
1910-ben 2151 lakosa volt, túlnyomórészt szerbek.  2002-ben 9510 lakosa volt, részben szerb származású románok, valamint 15%-ban szerbek és 2%-ban magyarok.

## Földrajza
Ómoldovával nagyjából szemben helyezkedik el a szerb oldalon Galambóc. Köztük terül el a Duna medrében a Moldova-sziget. Itt lép be a Duna a Vaskapu-szorosba.

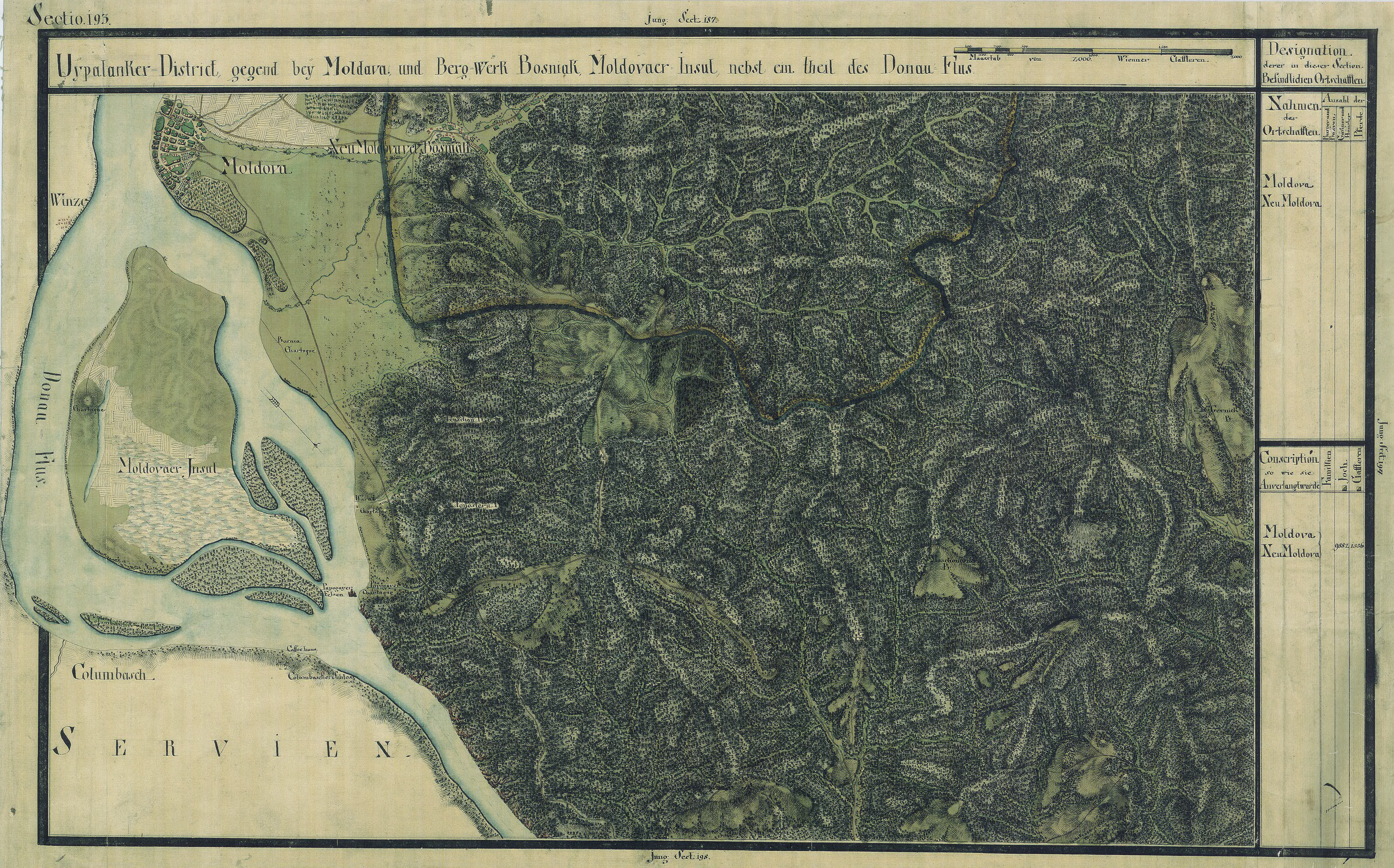
A Magyarország első katonai felmérése során készült térkép a környékről. A bal felső sarokban Moldova, a jelenlegi Ómoldova. Balra lent Galambóc, köztük a sziget. Újmoldova Ómoldova mögött, a parttól beljebb.